# Xaual
Xaual ou Shawwal é o décimo mês do calendário islâmico com 29 ou 30 dias. No primeiro dia, comemora-se o Eid ul-Fitr (final do Ramadã). Existem ainda seis dias aleatórios neste mês em que deve haver jejum - não necessariamente consecutivos.
O período correspondente ao início e fim deste mês no calendário gregoriano para o atual ano islâmico é: 
| Ano (calendário islâmico) | Ano (calendário gregoriano) | Xaual                    |
| ------------------------- | --------------------------- | ------------------------ |
| 1444                      | 2023                        | 21 de abril a 20 de maio |